# 海暉學校
海暉學校（葡萄牙語：Escola Hói Fai），前稱漁民子弟學校，於1989年5月3日揭幕，校址設於下環內港五號C碼頭3、 4樓，同年九月正式開課。學校在漁民互助會領導下，在教青局、港務局、各界人士等關懷下，在家長們的支持下，在全體教職員的通力合作下，校務穩定發展。為改善嘈雜的學校環境，經特區政府支持，本校於二零零一年七月遷至北區關閘廣場新寶花園二樓新址，並於七月二十日舉行新址揭幕禮。新址面積37,000平方呎，擠迫和嘈雜的環境得到有效改善。學校為更好地面向社會，服務社群，經教育暨青年局批准，二零零一年九月一日開始，漁民子弟學校易名為“海暉學校”在新址繼續運作。

## 大事表
- 1989年5月3日漁民子弟學校揭幕。
- 2001年7月遷至北區關閘廣場新寶花園（大廈）二樓新址。
- 2001年7月20日隆重舉行新址揭幕典禮。
- 2001年9月1日新學年開始，漁民子弟學校正式易名為“海暉學校”於新址繼續運作。

## 協助開辦
- 澳門教育暨青年局
- 澳門港務局

## 友好團體
- 香港漁民團體
- 澳門鮮魚行總會

## 外部連結
- 澳門海暉學校